# Park Joo-bong
Park Joo-bong (koreanisch 박주봉; * 5. Dezember 1964 in Imsil) ist ein ehemaliger Badmintonspieler aus Südkorea.

## Karriere
Park Joo-bong gewann bei den Badminton-Weltmeisterschaften 1983 in Kopenhagen Bronze im Doppel. Zwei Jahre später, in Calgary, wurde er Weltmeister im Doppel und im Mixed. Bei den Weltmeisterschaften in Peking 1987 errang Park erneut die Bronzemedaille im Doppel, bei der folgenden WM in Jakarta Gold im Mixed. Diesen Titel konnte Park Joo-bong 1991 erneut in Kopenhagen verteidigen und belegte dort auch im Doppel den ersten Platz.
Bei den Asienmeisterschaften 1991 in Kuala Lumpur gewann Park Joo-bong die Goldmedaillen im Doppel und Mixed.
Park nahm an zwei Olympischen Sommerspielen teil. Bei den Olympischen Sommerspielen 1992 in Barcelona gewann er zusammen mit Kim Moon-soo die Goldmedaille im Doppel. Im Finale schlugen sie die Indonesier Eddy Hartono und Rudy Gunawan mit 13:15, 15:4 und 15:12. Vier Jahre später, bei den Olympischen Sommerspielen 1996 in Atlanta, gewann Park zusammen mit Ra Kyung-min die Silbermedaille im Mixed.

## Sportliche Erfolge
| Saison | Veranstaltung        | Disziplin    | Platz | Name                            |
| ------ | -------------------- | ------------ | ----- | ------------------------------- |
| 1981   | Denmark Open         | Herrendoppel | 1     | Park Joo-bong / Lee Eun-ku      |
| 1982   | Asienspiele          | Herrendoppel | 3     | Park Joo-Bong / Lee Eun-Ku      |
| 1983   | Weltmeisterschaft    | Herrendoppel | 3     | Park Joo-Bong / Lee Eun-Ku      |
| 1983   | Asienmeisterschaft   | Mixed        | 1     | Park Joo-bong / Kim Yun-ja      |
| 1983   | Denmark Open         | Herrendoppel | 1     | Park Joo-bong / Kim Moon-soo    |
| 1984   | Swedish Open         | Herrendoppel | 1     | Park Joo-bong / Kim Moon-soo    |
| 1985   | Japan Open           | Herrendoppel | 1     | Park Joo-bong / Kim Moon-soo    |
| 1985   | Weltmeisterschaft    | Mixed        | 1     | Park Joo-bong / Yoo Sang-hee    |
| 1985   | All England          | Herrendoppel | 1     | Kim Moon-soo / Park Joo-bong    |
| 1985   | Asienmeisterschaft   | Herrendoppel | 1     | Park Joo-bong / Kim Moon-soo    |
| 1986   | German Open          | Herrendoppel | 1     | Park Joo-bong / Kim Moon-soo    |
| 1986   | China Open           | Mixed        | 1     | Park Joo-bong / Chung Myung-hee |
| 1986   | All England          | Herrendoppel | 1     | Kim Moon-soo / Park Joo-bong    |
| 1986   | All England          | Mixed        | 1     | Park Joo-bong / Chung Myung-hee |
| 1986   | Asienspiele          | Mixed        | 1     | Park Joo-bong / Chung Myeon-hee |
| 1986   | Asienspiele          | Herrendoppel | 1     | Park Joo-bong / Kim Moon-soo    |
| 1987   | Weltmeisterschaft    | Mixed        | 5     | Park Joo-bong / Kim Yun-ja      |
| 1987   | French Open          | Mixed        | 1     | Park Joo-bong / Kim Yun-ja      |
| 1987   | World Cup            | Herrendoppel | 1     | Park Joo-bong / Kim Moon-soo    |
| 1988   | Polish International | Herrendoppel | 1     | Park Joo-bong / Lee Sang-sok    |
| 1988   | French Open          | Herrendoppel | 1     | Park Joo-bong / Sung Han-kuk    |
| 1988   | French Open          | Mixed        | 1     | Park Joo-bong / Chung Myung-hee |
| 1988   | Japan Open           | Mixed        | 1     | Park Joo-bong / Chung Myung-hee |
| 1988   | Polish International | Mixed        | 1     | Park Joo-bong / Chung Myung-hee |
| 1988   | French Open          | Mixed        | 1     | Park Joo-bong / Chung So-young  |
| 1988   | China Open           | Mixed        | 1     | Park Joo-bong / Chung Myung-hee |
| 1989   | Swedish Open         | Mixed        | 1     | Park Joo-bong / Chung Myung-hee |
| 1989   | Weltmeisterschaft    | Mixed        | 1     | Park Joo-bong / Chung Myung-hee |
| 1989   | All England          | Mixed        | 1     | Park Joo-bong / Chung Myung-hee |
| 1989   | Malaysia Open        | Mixed        | 1     | Park Joo-bong / Chung So-young  |
| 1989   | Thailand Open        | Mixed        | 1     | Park Joo-bong / Chung Myung-hee |
| 1989   | All England          | Herrendoppel | 1     | Lee Sang-bok / Park Joo-bong    |
| 1989   | Japan Open           | Mixed        | 1     | Park Joo-bong / Chung Myung-hee |
| 1989   | Japan Open           | Herrendoppel | 1     | Park Joo-bong / Lee Sang-bok    |
| 1989   | World Cup            | Mixed        | 1     | Park Joo-bong / Chung Myung-hee |
| 1989   | Malaysia Open        | Herrendoppel | 1     | Park Joo-bong / Kim Moon-soo    |
| 1989   | World Cup            | Herrendoppel | 1     | Park Joo-bong / Kim Moon-soo    |
| 1989   | Thailand Open        | Herrendoppel | 1     | Park Joo-bong / Kim Moon-soo    |
| 1990   | Malaysia Open        | Mixed        | 1     | Park Joo-bong / Chung Myung-hee |
| 1990   | All England          | Mixed        | 1     | Park Joo-bong / Chung Myung-hee |
| 1990   | All England          | Herrendoppel | 1     | Kim Moon-soo / Park Joo-bong    |
| 1990   | Malaysia Open        | Herrendoppel | 1     | Park Joo-bong / Kim Moon-soo    |
| 1990   | Asienspiele          | Mixed        | 1     | Park Joo-Bong / Chung Myung-hee |
| 1990   | Japan Open           | Herrendoppel | 1     | Park Joo-bong / Kim Moon-soo    |
| 1990   | Japan Open           | Mixed        | 1     | Park Joo-bong / Chung Myung-hee |
| 1990   | Asienspiele          | Herrendoppel | 2     | Park Joo-bong / Kim Moon-soo    |
| 1990   | Thailand Open        | Herrendoppel | 1     | Park Joo-bong / Kim Moon-soo    |
| 1990   | Thailand Open        | Mixed        | 1     | Park Joo-bong / Chung Myung-hee |
| 1990   | French Open          | Herrendoppel | 1     | Park Joo-bong / Kim Moon-soo    |
| 1991   | Japan Open           | Mixed        | 1     | Park Joo-bong / Chung Myung-hee |
| 1991   | Korea Open           | Mixed        | 1     | Park Joo-bong / Chung Myung-hee |
| 1991   | USSR International   | Herrendoppel | 1     | Park Joo-bong / Kim Moon-soo    |
| 1991   | Malaysia Open        | Herrendoppel | 1     | Park Joo-bong / Kim Moon-soo    |
| 1991   | Asienmeisterschaft   | Herrendoppel | 1     | Park Joo-bong / Kim Moon-soo    |
| 1991   | Japan Open           | Herrendoppel | 1     | Park Joo-bong / Kim Moon-soo    |
| 1991   | Asienmeisterschaft   | Mixed        | 1     | Park Joo-bong / Chung Myung-hee |
| 1991   | Korea Open           | Herrendoppel | 1     | Kim Moon-soo / Park Joo-bong    |
| 1991   | Indonesia Open       | Herrendoppel | 1     | Kim Moon-soo / Park Joo-bong    |
| 1991   | All England          | Mixed        | 1     | Park Joo-bong / Chung Myung-hee |
| 1991   | All England          | Herrendoppel | 2     | Kim Moon-soo / Park Joo-bong    |
| 1991   | Weltmeisterschaft    | Mixed        | 1     | Park Joo-bong / Chung Myung-hee |
| 1991   | Singapur Open        | Herrendoppel | 1     | Park Joo-bong / Kim Moon-soo    |
| 1992   | Korea Open           | Herrendoppel | 1     | Kim Moon-soo / Park Joo-bong    |
| 1992   | Olympia              | Herrendoppel | 1     | Kim Moon-soo / Park Joo-bong    |
| 1993   | Ten Days of Dawn     | Herrendoppel | 1     | Kim Moon-soo / Park Joo-bong    |
| 1995   | China Open           | Mixed        | 2     | Park Joo-bong / Shim Eun-jung   |
| 1995   | Thailand Open        | Mixed        | 1     | Park Joo-bong / Ra Kyung-min    |
| 1996   | All England          | Mixed        | 1     | Park Joo-bong / Ra Kyung-min    |
| 1996   | Japan Open           | Mixed        | 1     | Park Joo-bong / Ra Kyung-min    |
| 1996   | Olympia              | Mixed        | 2     | Park Joo-bong / Ra Kyung-min    |
| 1996   | Swedish Open         | Mixed        | 1     | Park Joo-bong / Ra Kyung-min    |